# De geheimen van de onsterfelijke Nicolas Flamel

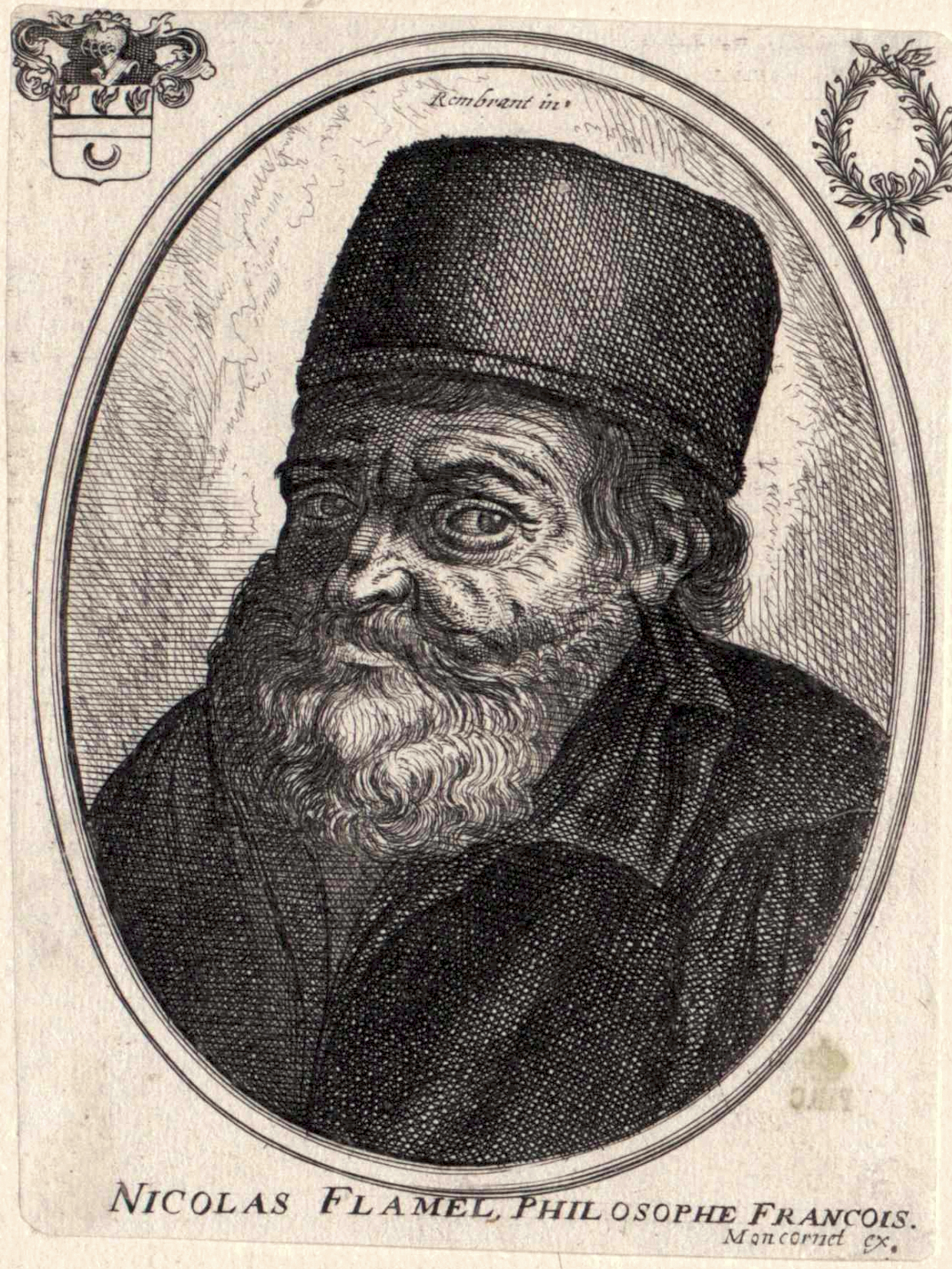
Nicolas Flamel – Philosophe François, een gefantaseerd portret door Balthasar Moncornet (1600–1668), naar verluidt naar een gravure van Rembrandt

De geheimen van de onsterfelijke Nicolas Flamel (Engels: The Secrets of the Immortal Nicholas Flamel) is een zesdelige boekenreeks van de Ierse schrijver Michael Scott. Het behoort tot het genre van de fantasyavonturen.
De verhaallijn concentreert zich rondom de vijftien jaar oude tweeling Sophie en Josh Newman. Josh werkt in een boekwinkel die wordt gedreven door Nick Fleming. Nick Fleming heet eigenlijk Nicolas Flamel en hij is een alchemist uit het Parijs van rondom 1400. In deze boekenreeks is de historische figuur Nicolas Flamel onsterfelijk. Scott heeft bevestigd dat de hele reeks zich afspeelt in een week tijd.

## De serie
| Titel          | Oorspronkelijke titel | Nederlandse uitgave | Engelse uitgave |
| -------------- | --------------------- | ------------------- | --------------- |
| De Alchemist   | The Alchemyst         | januari 2008        | 22 mei 2007     |
| De Magiër      | The Magician          | 17 november 2008    | 5 juni 2008     |
| De Tovenares   | The Sorceress         | 12 november 2009    | 26 mei 2009     |
| De Necromancer | The Necromancer       | 28 oktober 2010     | 25 mei 2010     |
| De Warlock     | The Warlock           | 3 oktober 2011      | 24 mei 2011     |
| De Zieneres    | The Enchantress       | 1 oktober 2012      | 22 mei 2012     |

## Personages
Naast de centrale figuren Josh en Sophie Newman zijn de belangrijkste personages uit de boeken gebaseerd op historische dan wel mythologische personen: Nicolas en Perenelle Flamel, de magiër Dr. John Dee en Scáthach, een legendarische Schotse vrouwelijke krijger.

### Titelpersonages
Michael Scott heeft op zijn site gemeld welke personages bij de boeken horen:
- De Alchemist staat voor Nicolas Flamel
- De Magiër staat voor Dr. John Dee
- De Tovenares staat voor Perenelle Flamel
- De Necromancer staat voor Josh Newman
- De Warlock staat voor Niccolo Machiavelli
- De Zieneres staat voor Sophie Newman

## Trivia
- Nicolas Flamel treedt ook (kort) op in het eerste boek van Harry Potter. Zie Nicolaas Flamel.